# Parom
Parom (russisch Паром für ‚Fähre‘) war ein vom russischen Raumfahrtunternehmen RKK Energija geplanter Raumschlepper. Er sollte die Progress-Raumtransporter ablösen, die seit 1978 Raumstationen anfliegen. Das Projekt wurde 2004 von dem russischen Raumfahrtkonzern RKK Energija vorgestellt; ein erster Flug war für 2009 geplant.

## Missionsablauf
Das Flugregime sollte sich von dem der Progress-Transporter unterscheiden. Das Raumschiff wäre als wiederverwendbarer Schlepper in einen 200 km hohen Orbit mit einer Trägerrakete gebracht worden. Dort sollte es an später gestartete Frachtcontainer oder den Raumtransporter Kliper andocken und diese zur Internationalen Raumstation bringen.

## Aufbau
Parom sollte um einen unter Druck stehenden Verbindungstunnel mit aktiven Kopplungsadaptern an jedem Ende gebaut werden. Jeder dieser Kopplungsadapter hätte zur Kopplung von Frachtmodulen, dem Raumtransporter Kliper, einer Raumstation oder einem anderen Raumschiff gedient. Das Konzept sah vor, dass der Raumschlepper eigene Triebwerke besitzt, die Frachtmodule bis zu 30 Tonnen Masse, der doppelten Masse der größten von Space Shuttles und Proton-Raketen in einen Orbit gebrachten Module, bewegen können. Außerdem sollten Treibstoffleitungen es ermöglichen, Treibstoff vom Frachtmodul ins Raumschiff oder in die angekoppelte Raumstation zu pumpen.